# Niemierawa
Niemierawa (biał. Немерава; ros. Немерово, Niemierowo) – wieś na Białorusi, w obwodzie witebskim, w rejonie orszańskim, w sielsowiecie Piszczaława, nad Paczalicą i przy linii kolejowej Orsza – Lepel.